# العلم الآرامي السرياني

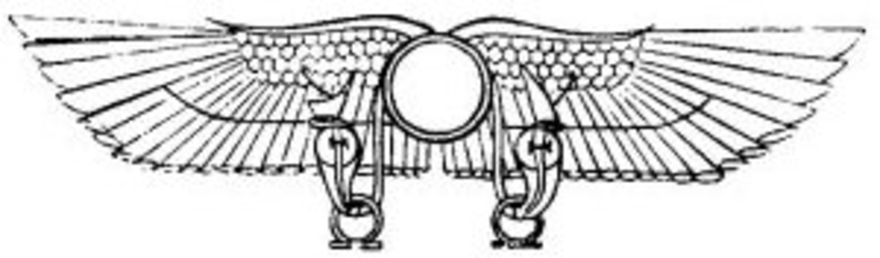
"الشمس المجنحة من طيبة" (من "الأساطير المصرية والمسيحية المصرية") صموئيل شارب، 1863

العلم الآرامي أو العلم السرياني الآرامي (بالسريانية الكلاسيكية: ܐܬܐ ܣܘܪܝܝܬܐ) هو علم عرقي مخصص للآراميين والذي اعتمد في عام 1980 من قبل المجلة الآرامية بحرو سوريويو (الضوء الآرامي) من الاتحاد السرياني في السويد (بالسويدية: Syrianska Riksförbundet)‏. لتمثيل أمتهم ووطنهم وكذلك الشتات السرياني. صمم العلم على رمز الشمس المجنحة، ليحل محل الشمس بواسطة مشعل يرمز إلى الروح القدس في المسيحية.

## الرمزية
يعتمد التصميم بشكل خاص على تصوير جلجامش بين رجلين ثيران يدعمان قرص الشمس المجنح، وقد استخرجاه عالما الآثار الألماني ماكس فون أوبنهايم (1860-1946) والفرنسي أندريه دوبونت سومر (1900-1983) في تل حلف في مدينة بيت بخياني السابقة الآرامية، التي تقع اليوم في محافظة الحسكة في شمال شرق سوريا.
تمثل الخلفية الحمراء الدم الذي انسكب في الإبادة الجماعية السريانيّة، ويمثل اللون الأصفر الأمل في دولة آرامية. تم استبدال قرص الشمس بشعلة ترمز إلى الروح القدس والتراث المسيحي للآراميين. النجوم الأربعة تمثل الأنهار في الوطن الآرامي: دجلة والفرات وجيحون وبيشون. يمثل النسر المقاومة والقوة. الغرض من العلم هو تمثيل «الأرامية (السريانية) في الوطن الآرامي وفي الشتات الآرامي». يدافع عن العلم الآرامي عدد من المسيحيين السريانيين، وعلى الأخص أعضاء الكنيسة السريانية الأرثوذكسية والكنيسة السريانية الكاثوليكية.

## معرض الصور

العلم الآرامي، اعتمد في عام 1980[6]
العلم الآشوري، اعتمد في عام 1968
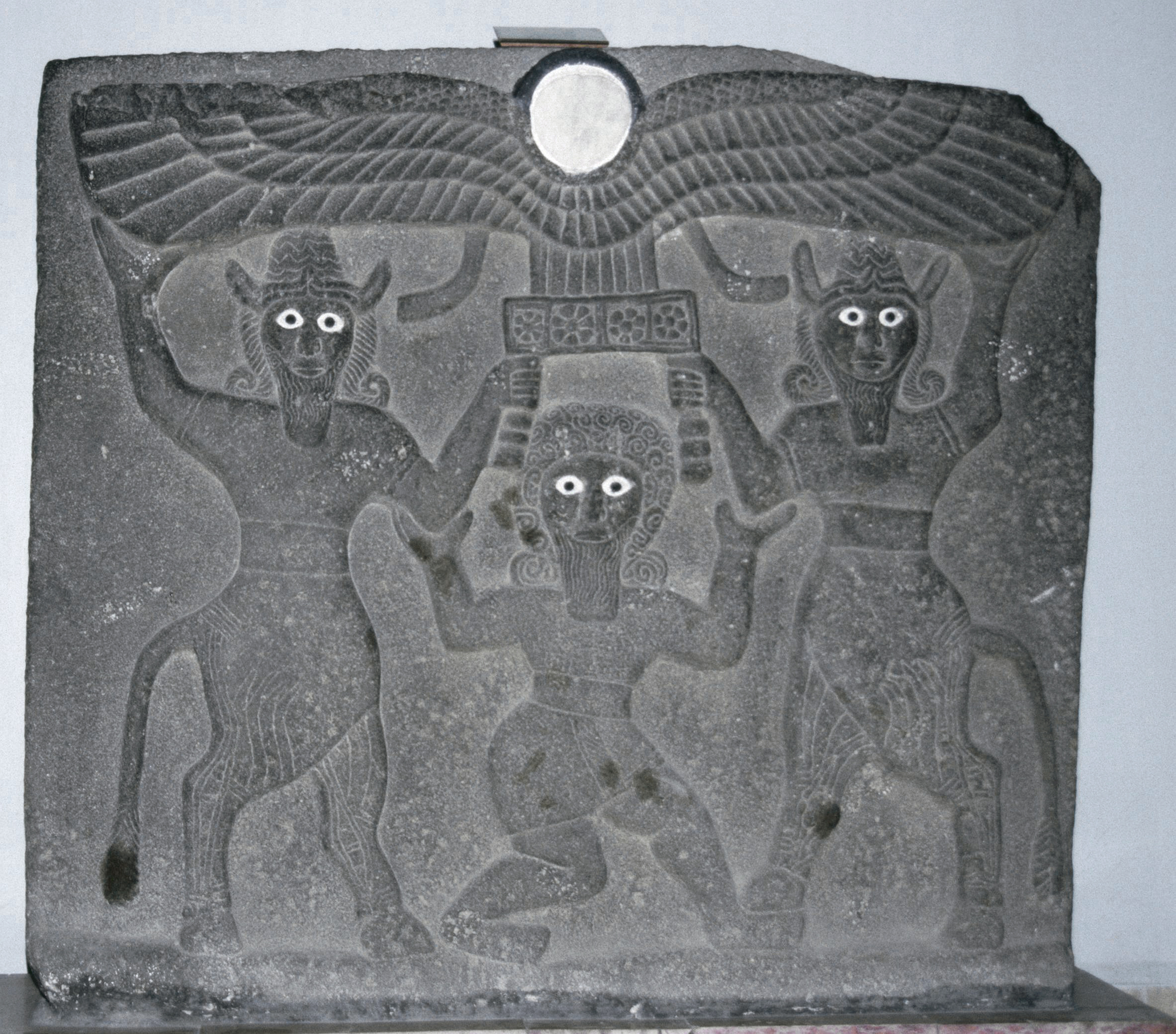
نقشة آرامية وجدت في تل حلف
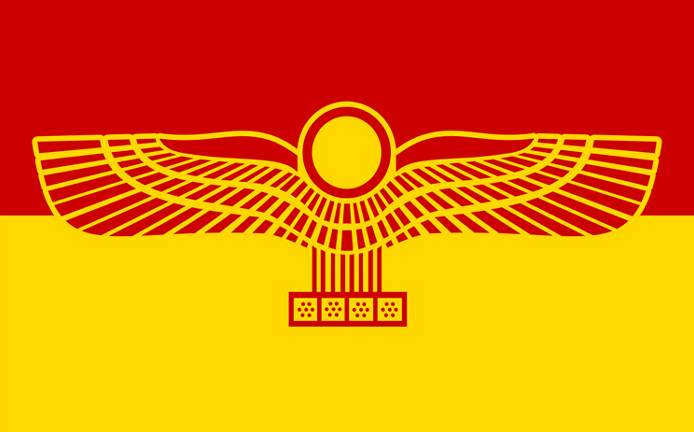
علم مستخدم من قبل المنظمة الديمقراطية الآرامية
العلم الكلداني، اعتمد في أواخر عام 1999
علم الجزيرة الفراتية، الذي استخدمه المجلس العسكري السرياني والذي يمثل الشعب السرياني الآشوري في الإدارة الذاتية لشمال وشرق سوريا ضمن سيطرة قوات سوريا الديمقراطية